# Diclidophlebia excetrodendri
Diclidophlebia excetrodendri är en insektsart som först beskrevs av Li och Yang 1991.  Diclidophlebia excetrodendri ingår i släktet Diclidophlebia och familjen rundbladloppor. Inga underarter finns listade i Catalogue of Life.